# Stora Lappskär

Stora Lappskär är en ö i Söderhamns kommun (Söderhamns stad), strax norr om Lilla Lappskär. Ön har en yta på 5,1 hektar.
Stora Lappskär är huvudsakligen egna hem, de fjorton fritidshus har uppförts på ön med början vid mitten av 1930-1970-talet är huvudsakligen privatägda. Ett av husen är sedan 2006 vinterbonat och åretruntbostad. Ön har elektricitet sedan 1976, men saknar rinnande vatten. Stora Lappskär består mestadels av klippor, även om lite tall- och granskog finns på ön. En mindre sandstrand på ön har byggts upp av hittransporterad sand.